# Glyptopetalum subcordatum
Glyptopetalum subcordatum là một loài thực vật có hoa trong họ Dây gối. Loài này được Ding Hou mô tả khoa học đầu tiên năm 1963.